# Gråpannad honungsfågel
Gråpannad honungsfågel (Ptilotula plumula) är en fågel i familjen honungsfåglar inom ordningen tättingar.

## Utseende och läte
Gråpannad honungsfågel är olivbrun ovan, undertill gulaktig med diffus ljus streckning. Den är ljusgrå på hjässan, liksom i en kindfläck som kantas bakåt i svart och i sin tur inramad i gult. Arten är mycket lik gulplymad honungsfågel, men denna har mörkare gråstreckad undersida och en tunnare och mer böjd gul fläck på halsen. Bland lätena hörs skallrande ljud, rullande skrin och ett upprepat ljudligt pip.

## Utbredning och systematik
Gråpannad honungsfågel delas in i tre underarter:
- Ptilotula plumula plumula – förekommer från inre torra Western Australia till centrala South Australia
- Ptilotula plumula planasi – förekommer i norra Australien (Fitzroy R. i Western Australia till centrala Queensland)
- Ptilotula plumula graingeri – förekommer från halvtorra centrala Queensland och New South Wales till östra South Australia

## Status
Arten har ett stort utbredningsområde och internationella naturvårdsunionen IUCN kategoriserar arten som livskraftig. Beståndsutvecklingen är dock oklar.